# Bệnh Köhler
Bệnh Köhler (trong một vài tài liệu gọi là bệnh Kohler I) là một hội chứng rối loạn xương bàn chân hiếm gặp ở trẻ em từ sáu đến chín tuổi. Căn bệnh này thường ảnh hưởng đến các bé trai, tuy nhiên trong một vài trường hợp nó cũng có thể xảy ra ở các bé gái. Bệnh Köhler được bác sĩ X quang người Đức Alban Köhler (1874–1947) mô tả lần đầu vào năm 1908.
Bệnh biểu hiện ở tình trạng hoại tử vô mạch của xương ghe ở bàn chân, khiến người bệnh đau và đi khập khiễng. Qua quá trình khám có thể phát hiện tình trạng viêm. Ảnh chụp X quang có thể thay đổi theo từng giai đoạn diễn tiến của bệnh. Bệnh có thể tự lành theo thời gian.